# Осебергская ладья

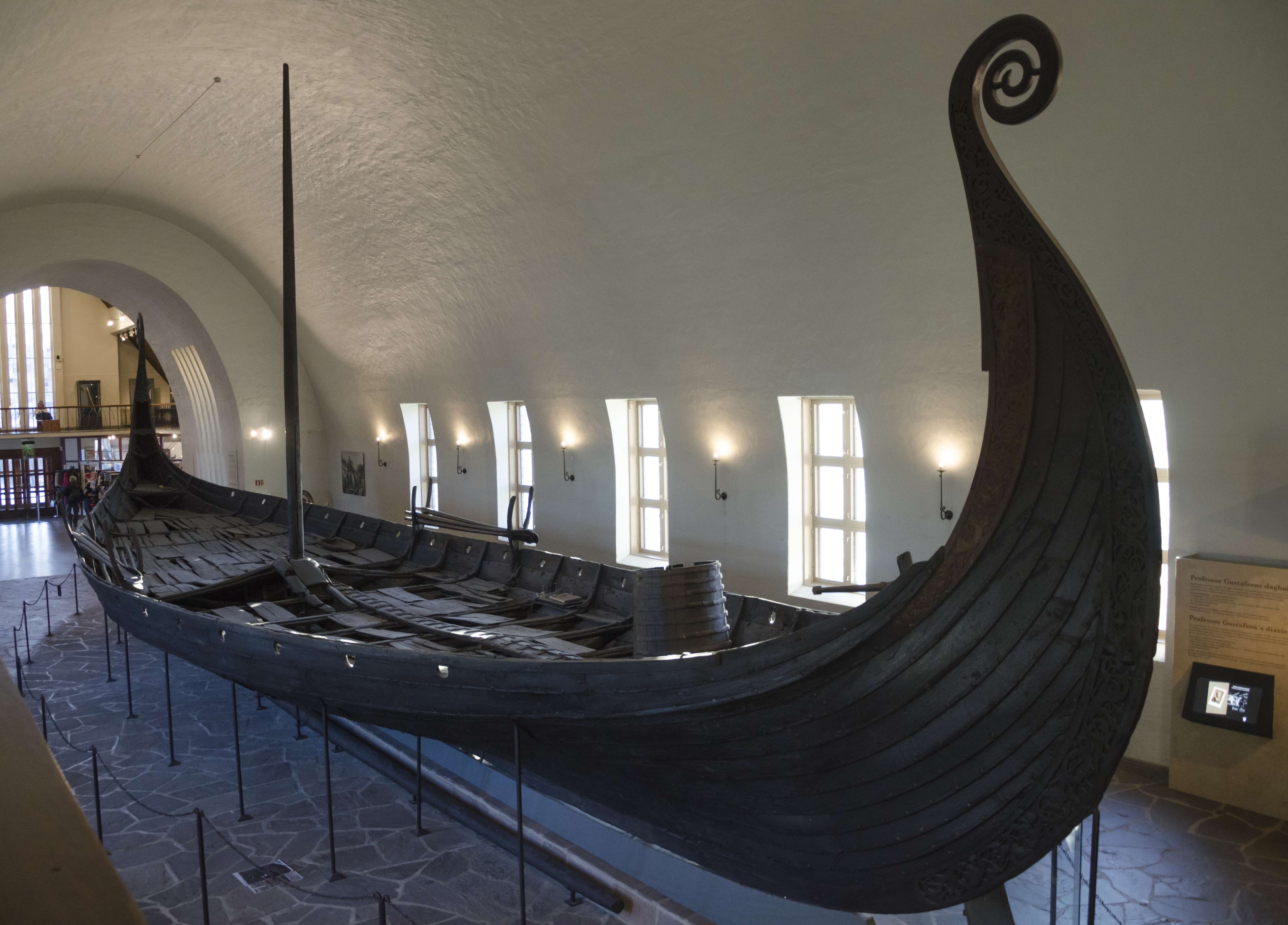
Осебергская ладья.

Осебергская ладья — дубовый корабль викингов (драккар), обнаруженный в 1904 году близ Тёнсберга в норвежской губернии Вестфолл. Ладья и её содержимое были извлечены из земли и ныне выставлены в Музее кораблей викингов в Осло. Судя по дендрохронологическим данным, корабль был спущен на воду около 820 года и до 834 года использовался в прибрежной навигации, после чего был использован в качестве погребального корабля.
Длина корабля 21,6 метра, ширина 5,1 метра, размер мачты мог составлять от 6 до 10 м. При площади паруса в 90 м² корабль мог развивать скорость до 10 узлов. 15 пар уключин свидетельствует о том, что судно приводили в движение 30 гребцов. Нос и корма корабля украшены замысловатой резьбой в виде сплетённых животных (осебергский стиль). Среди вещей, найденных при раскопках, на столбике кровати обнаружили изображение одного из главных символов скандинавского язычества в виде трёх треугольников, соединённых в валькнут.
Хотя курган ещё в Средние века подвергся разграблению, археологи обнаружили в ладье останки двух женщин высокого социального положения (25–30 и 50–55 лет), фрагменты восточных шелковых тканей, неплохо сохранившуюся деревянную телегу и даже кости павлина. Это свидетельствует об оживленной торговле викингов с Востоком по Волге и Днепру.
Скандинавские учёные долгое время пытались связать похороненных в корабле с династией Инглингов и даже называли одну из женщин бабкой Харальда Прекрасноволосого. Предварительный анализ ДНК указал на то, что младшая  из них имела гаплогруппу U7, которая практически отсутствует среди европейцев, но нередко встречается на Ближнем Востоке, особенно среди иранцев и болела какое-то время раком .